# Архіви Маґнуса
«Архіви Маґнуса» (англ. «The Magnus Archives») — це подкаст у жанрі фантастичні жахи, написаний Джонатаном Сімсом, зрежисований Александром Дж. Ньюоллом, і розповсюджений Расті Квіллом. Сімс також виконує головну роль як голосовий актор.
Синопсис: Джонатан Сімс, щойно призначений головний архіваріус вигаданого «Інституту Магнуса» — установи у Лондоні, займається дослідженням паранормальних явищ. У 2018 році «BBC Sounds» назвала це шоу одним із найуспішніших британських драматичних подкастів, завдяки великій фанатській базі на Tumblr, яка значною мірою сприяла його успіху. Станом на квітень 2020 року кількість завантажень «Архівів Маґнуса» досягла понад 2,5 мільйона завантажень на місяць, а до липня 2020 року кількість завантажень на місяць зросла до понад 4 мільйонів.

## Виробництво
Подкаст структурований як серійні висловлювання, або записи, які потім озвучені, для внутрішнього дослідження в Інституті Маґнуса. На початку кожного висловлювання, особа, яка бере інтерв'ю — як правило, Джон, головний архіваріус — надає короткий опис висловлювання та ім'я його автора. Ті, хто дає або записує заяви в Інституті Маґнуса, як правило, впадають у стан, подібний до трансу, в якому вони заново переживати подію, переоповідаючи її.

## Актори та персонажі

### Головні персонажі
- Джонатан Сімс — Джонатан «Джон» Сімс

головний архіваріус «Інституту Маґнуса», це титул, яким він називає себе на початку кожного запису, згодом скорочений до «архівіст». Джон починає серію як часто грубий, запальний і зазвичай скептично ставлячись до надприродного предметного матеріалу самих тверджень; однак протягом сезонів Джон починає сприймати історії, переказані авторами заяв, як справжні, і стає добрішим та співчутливішим. Він перебуває у романтичних стосунках з Мартіном Блеквудом. Він є асексуальним.
- Александр Дж. Ньюолл — Мартін Блеквуд

архівний помічник в «Інституті Магнуса», який отримав свою роботу, збрехавши про те, що має ступінь з парапсихології. Він тихий і зазвичай тяжіє уникненням світських заходів. Спочатку Мартін виглядає нервовим і сором'язливим, часто бере на себе роль обслуги співробітників архіву. Він завзято п'є чай і регулярно пропонує чашку своїм колегам, особливо Джону, якого він дуже любить. Попри те, що Мартін дуже піклується про людей навколо себе, він дуже самотня людина. Попри його зусилля знайти друзів, колеги не сприймають його у гарному світлі через погану продуктивність у роботі; незадокументовано, щоб він мав позитивні зв'язки з кимось поза Архівом. Мартін дуже практичний, часто займається готуванням, про що його оточення навіть не підозрює. Мартіна часто недооцінюють, на що він дуже ображається, але іноді використовує це на свою користь. Він дуже чутливий і любить писати вірші, але його також легко поранити. У нього дуже жвава манера мови. Мартін не використовує особливий ярлик для своєї сексуальної орієнтації, але його приваблюють чоловіки. Перебуває у романтичних стосунках з Джонатаном Сімсом.
- Лотті Брумхолл — Саша Джеймс

Саша описується як висока, з довгим волоссям та в окулярах.
- Майк ЛеБо — Тімоті «Тім» Стокер

У Тіма є шрами від черв'яків після нападу Прентіса на Інститут у епізоді MAG 39. На думку Басіри Гасейн, на відміну від шрамів Джона, Тім «встигає їх позбутись», і все ще має добрий вигляд. Порівнюючи з Мартіном Блеквудом, Басіра називає Тіма «гарячим».
- Бен Мередіт — Еліас Бушар/Джона Маґнус
- Евелін Г'юїтт — Не-Саша
- Сью Сімс — Ґертруда Робінсон
- Френк Восс — Басіра Гасейн
- Фей Робертс — Аліса «Дейзі» Тоннер
- Лідія Ніколас — Мелані Кінґ
- Саша Сієнна — Джорджі Баркер
- Аласдер Стюарт — Пітер Лукас

### Другорядні персонажі
| Актор          | Роль                               |
| -------------- | ---------------------------------- |
| Джон Ґрейсі    | Джерард «Джеррі» Кі                |
| Пол Сімс       | Юрґен Лейтнер                      |
| Люк Буйс       | Майкл, також відомий як «Спотвора» |
| Ганна Бранкін  | Джейн Прентіс                      |
| Імоджен Гарріс | Гелен Річардсон                    |
| Ґай Келлі      | Майкл Крю                          |
| Джессіка Ло    | Нікола Орсінов                     |
| Ганна Вокер    | Джуд Перрі                         |

## Критика
Емілі Л. Стівенс написала у «The A.V. Club», що шоу має «великий каталог жахів і відмінні продуктивні якості». Рейчел Вебер написала у «GamesRadar», що «чарівна шипучість мікрофона головного героя є головною особливістю» шоу. Катріона Гарві-Дженнер написала у «Cosmopolitan», що «вам потрібно прослухати лише один епізод, щоб захопитися». Браян Бішоп написав у «The Verge», що у шоу використовується «мінімалістична постановка, [яка] надає історіям боязкого, моторошного вигляду жаху». Наталі Зуттер написала на «Tor.com», що шоу є «бажаним відволіканням від инших жахів у теперішньому часі». Меґан Саммерс написала у «Screen Rant», що «Архіви Маґнуса — це піонерський подкаст жахів». Мейсон Дауні написав у «GameSpot», що шоу є «ідеальним поєднанням моторошних тижневих історій про монстрів у стилі серіалу Цілком таємно».
«Sydney Morning Herald» і «Polygon» повідомили, що ходили чутки про те, що перший епізод останнього сезону спричинив збій Patreon, але Patreon не підтвердив ці чутки.